# دام دام دیدل
«دام دام دیدل» (انگلیسی: Dum Dum Diddle) ترانه‌ای از ابرگروه موسیقی پاپ آبا است که در سال ۱۹۷۶ منتشر شد. در آرژانتین این ترانه به‌صورت یک تک‌آهنگ تبلیغاتی توسط آرسی‌ای انتشار یافت. این ترانه «ملودی و سازبندی مستحکمی» دارد و آنگنیه‌تا فلتسکوگ و آنی-فرید لینگستاد به‌طور مشترک آن را همخوانی کرده‌اند. لس آنجلس تایمز این ترانه را «یاوه‌سرایی طربناک» توصیف کرد.